# UCI WorldTeam
Команда Мирового тура (англ. UCI WorldTeam, до 2014 года Команда Про тура англ. UCI ProTeam) — это велосипедная команда первой (высшей) категории, зарегистрированная в Международном союзе велосипедистов (UCI) для участия в шоссейных соревнованиях. Данный тип команд появился после реорганизации шоссейных соревнований в сезоне 2005 года и примерно соответствует ранее существовавшей фр. Groupe Sportif I (GS1) или англ. Trade Team 1 (TT1).

## Состав и национальность
UCI WorldTeam состоит из платёжного агента ответственного за выплаты, представителя команды, спонсоров, велогонщиков и других сотрудников команды (менеджер, тренер, спортивный врач, соньёр, веломеханик и так далее).
В течение всего года в команде на постоянной основе должно быть минимум 4 спортивных директора и 10 других сотрудников (тренер, спортивный врач, помощник, механик и так далее).
До трёх спонсоров имеют статус главного партнёра. Один или несколько из этих лиц или организаций являются владельцами лицензии UCI World Tour, который наравне с руководителем команды представляют команду. Тогда как название и спонсоры команды могут измениться. В принципе ни одному из этих лиц или организаций не разрешено подключаться к другой UCI WorldTeam, UCI Professional Continental Team или организатору гонки UCI World Tour. Исключения могут быть одобрены UCI, если отсутствуют нарушение спортивной справедливости. Однако платёжный агент и основные спонсоры могут сотрудничать с UCI Continental Team или фарм-клубами. Но эти команды не допускаются к старту вместе в международных гонках.
Название UCI WorldTeam — это название или бренд одного или нескольких основных партнёров или платёжного агента. В исключительных случаях команда может быть лицензирована под другим именем, связанное с проектом. Таким образом, название команды может изменяется со сменой спонсоров, а также полностью или частично может стать частью названия другой команды.
Гражданство UCI WorldTeam определяется местонахождение владельца команды, владельца лицензии или страны, в которой продается рекламируемый продукт, услуга или бренд, и не имеет практического значения. и минимальной зарплате гонщиков.

## Лицензирование
Лицензирование проводится ежегодно (выдаётся на год). Заявители на получение лицензии UCI WorldTeam которые не отвечают спортивным критериям, но отвечают другим могут быть зарегистрированы как UCI Professional Continental Team.
В связи с ограниченностью данных команд этой категории в течение сезона и реорганизации UCI Pro Tour в UCI World Tour критерии для получения лицензии менялись несколько раз.
Критерии лицензирования с 2005 по 2010 год, когда проводился UCI Pro Tour, были сопоставимы с нынешними условиями лицензирования. Однако существенная разница заключалась в том, что спортивный критерий не был проверен на основе набранных очков, а регистрация уже лицензированных команд на следующий год проводилась независимо от спортивной ценности команды, поэтому спортивный критерий был исключен. Кроме того, было выдано 20 лицензий ProTeam, чтобы организаторы гонок могли пригласить меньше проконтинентальных команд.
При появлении в 2011 году UCI World Tour, UCI выдало 18 лицензий ProTeam на срок до четырёх лет на основе спортивных, этических, финансовых, административных критериев. Этический критерий касается, в частности, вопроса о допинге. Участие в программе "Биологический паспорт является обязательным для данной категории команд. Другими критериями в частности являются минимальные требования UCI к контрактам гонщиков и банковская гарантия заработной платы.
Спортивный критерий с 2011 по 2014 год считался выполненным если команда занимала место среди 15-и лучших в командном рейтинге World Tour. Команды занявшие места с 16 по 20 могли рассчитывать быть зарегистрированными на следующий год. Этот рейтинг, неопубликованный до 2013 года, был основан на рейтинге 15 лучших результатов за два года.
В начале сезона 2013 года UCI опубликовал расчёт рейтинга по лицензированию на 2014 год: он подсчитывался на основе успехов команды в текущем году и десяти лучших гонщиков в рейтинге за два года, который рассчитывался из окончательных рейтингов в UCI World Tour и UCI Continental Circuits, а также подиумах в основных гонках и чемпионатах мира как в шоссейном велоспорте, так и в велокроссе, олимпийской дисциплине кросс-кантри по маунтинбайку и темповых дисциплинах на треке. Если гонщик переходил в другую команду, то он забирал 20 % очков в свою новую команду.
В течение сезона 2015 года критерий был изменён таким образом, что первые 16 команд рейтинга World Tour за предыдущий год соответствуют критерию. Все остальные команды будут иметь право получить квалификацию на основе очков пяти самых успешных гонщиков, допущенных к следующему сезону.
С 2017 года добавляется ещё и организационный критерий, который касается, в частности помощи докторам и тренерам, а также ограничения количества гоночных дней до 85 для каждого велогонщика. Также в 2017 году спортивный критерий снова изменяется в результате появления в календаре World Tour новых гонок. Он будет учитывать только результаты гонок, которые были в календаре UCI World Tour 2016 года, так как участие всех команд в них не обязательно. Лицензии выданные на 2017 год будут действовать и в 2018 году.
В 2019 году планируется сокращение UCI WorldTeam до 16 команд.

## Велогонщики
UCI WorldTeam должна состоять минимум из 23 гонщиков. Максимальное их количество зависит от числа неопрофи в её составе, которых не может быть более пяти:
- 28 гонщиков — без неопрофи
- 29 гонщиков — при одном неопрофи
- 30 гонщиков — минимум при двух неопрофи

Кроме того с 1 августа каждого года команда может подписать контракты с тремя стажёрами любой возрастной категории которые смогут принимать участие в гонках UCI Continental Circuits до конца текущего года.
Велогонщики UCI WorldTeam являются профессиональными велосипедистами в соответствии с правилами UCI. Минимальные условия их труда регулируются правилами UCI и коллективным соглашением между ассоциацией владельцев команд (AIGCP) и союзом велогонщиков (CPA). Минимальная зарплата в год составляет € 29370 для неопрофи и € 36300 для остальных велогонщиков, но по крайней мере должна быть выше минимальной заработной платы, которая применяется в стране, гражданство которой имеет команда. Эти суммы должны быть увеличены на 50 %, если гонщик является внештатным сотрудником. Кроме того призовые деньги обычно распределяются между велогонщиками и другим персоналом.

## Участие в гонках
В правилах ICU предусмотрены условия участия команд Мирового тура в различных соревнованиях которые зависят от календаря в который входит гонка и её категории в нём:
- UCI World Tour
  - обязательное участие во всех гонках за исключением дебютирующих в нём
- UCI Europe Tour
  - гонки категорий 1.HC и 2.HC и могут составлять до 70 % участников
  - гонки категорий 1.1, 2.1, 1.2 и 2.2 и могут составлять до 50 % участников
  - в гонках категорий 1.2 и 2.2 не имеют право участвовать
- UCI America Tour, UCI Asia Tour, UCI Oceania Tour и UCI Africa Tour
  - гонки категорий 1.HC, 2.HC, 1.1, 2.1 и могут составлять до 50 % участников
  - в гонках категорий 1.2 и 2.2 не имеют право участвовать
- Чемпионат мира
  - командная гонка с раздельным стартом

## Значение
WorldTeam представляют собой элиту зарегистрированных в UCI команд. Соответствующая лицензия обеспечивает участие в самых важных шоссейных гонках объединённых в UCI World Tour и таким образом гарантии соответствующего восприятия общественности.
Нынешние правила частично учли проблемы организаторов гонок (Amaury Sport Organisation, RCS MediaGroup и Unipublic) появившихся во время UCI ProTour. В частности сокращения количества команд данной категории с 20 до 18 дало организаторам возможность приглашать на гонки больше проконтинентальных команд, возможность отзыва лицензии за несоблюдение критерия спортивного лицензирования. В некоторых случаях критерии лицензирования подвергаются критике как неясные, в частности «внутренний» и, следовательно, не прозрачный рейтинг для определения спортивного критерия.